# Гіжиці (Люблінське воєводство)
Гіжиці (пол. Giżyce) — село в Польщі, у гміні Міхів Любартівського повіту Люблінського воєводства.
Населення — 195 осіб (2011).

## Демографія
Демографічна структура станом на 31 березня 2011 року:
|          | Загалом | Допрацездатний вік | Працездатний вік | Постпрацездатний вік |
| -------- | ------- | ------------------ | ---------------- | -------------------- |
| Чоловіки | 106     | 15                 | 70               | 21                   |
| Жінки    | 89      | 8                  | 45               | 36                   |
| Разом    | 195     | 23                 | 115              | 57                   |